# Раковицька сільська рада
Раковицька сільська рада — колишня адміністративно-територіальна одиниця та орган місцевого самоврядування у Ставищенському, Радомишльському і Малинському районах Малинської і Волинської округ, Київської й Житомирської областей Української РСР та України з адміністративним центром у с. Раковичі.

## Населені пункти
Сільській раді були підпорядковані населені пункти:
- с. Раковичі
- с. Негребівка
- с. Раївка
- с. Товсте

## Населення
Кількість населення сільської ради станом на 1924 рік становила 1 222 особи.
Відповідно до результатів перепису населення СРСР, кількість населення ради станом на 12 січня 1989 року становила 653 особи.
Станом на 5 грудня 2001 року, відповідно до перепису населення України, кількість мешканців сільської ради становила 440 осіб.

## Склад ради
Рада складалася з 12 депутатів та голови.

### Керівний склад сільської ради
| ПІБ                         | Основні відомості                                                                       | Дата обрання | Дата звільнення |
| --------------------------- | --------------------------------------------------------------------------------------- | ------------ | --------------- |
| Чумак Раїса Григорівна      | Сільський голова, 1959 року народження, освіта, позапартійна                            | 26.03.2006   | 07.04.2009      |
| Марчук Олександр Сергійович | Сільський голова, 1963 року народження, освіта середня спеціальна, член народної партії | 31.10.2010   |                 |

Примітка: таблиця складена за даними джерела

## Історія
Створена 1923 року в с. Раковичі Ставищенської волості Радомисльського повіту Київської губернії. 16 січня 1923 року підпорядковано колонію Жиловець-Дубовець (Жиловець) ліквідованої Жиловецько-Дубовецької сільської ради Ставищенської волості. Станом на вересень 1924 року в підпорядкуванні значився хутір Топільня, який, на 13 лютого 1928 року, значився у підпорядкуванні Негребівської сільської ради Радомишльського району. На 1 жовтня 1941 року кол. Жиловець не значилася на обліку населених пунктів.
Станом на 1 вересня 1946 року входила до складу Радомишльського району Житомирської області, на обліку в раді перебувало с. Раковичі.
11 серпня 1954 року, відповідно до указу Президії Верховної ради Української РСР «Про укрупнення сільських рад по Житомирській області», до складу ради включено села Негребівка і Товсте ліквідованої Негребівської сільської ради та с. Раївка і х. Райки ліквідованої Раївської сільської ради Радомишльського району. 29 червня 1960 року, відповідно до рішення Житомирського облвиконкому № 683 «Про об'єднання деяких населених пунктів в районах області», х. Райки об'єднано із с. Раївка.
На 1 січня 1972 року сільська рада входила до складу Радомишльського району Житомирської області, на обліку в раді перебували села Негребівка, Раївка, Раковичі та Товсте.
Ліквідована 7 грудня 2017 року через об'єднання до складу Радомишльської міської територіальної громади Радомишльського району Житомирської області.
Входила до складу Ставищенського (7.03.1923 р.), Радомишльського (13.03.1925 р., 4.01.1965 р.) та Малинського (30.12.1962 р.) районів.